# Septembrie Negru
Septembrie Negru a fost o organizație teroristă palestiniană, membră în Fatah, creată la 16-22 septembrie 1970, ca urmare a insurecției - eșuate - declanșate de Fatah (Organizația de Eliberare a Palestinei, O.E.P.) pentru a cuceri puterea în Iordania, insurecție   suprimată sângeros de regele Hussein, cu peste 3.000 de morți, în urma căreia OEP s-a repliat în Liban. Evenimentele au căpătat numele de Septembrie Negru, devenit și numele uneia dintre organizațiile teroriste din cadrul OEP. Teroriștii din Septembrie Negru și-au câștigat renumele cu masacrul de la Olimpiada de la München (1972), unde au atacat și ucis 11 sportivi israelieni. 

## Masacrul de la München[2]
La 40 de ani de la Masacrul de la München ziarul german „Der Spiegel” a publicat rezultatul unei anchete bazate pe circa 1000 de documente secrete, date publicității, ale Serviciului intern de informații german „Verfassungsschutz (BfV)”, care elucidează o serie de evenimente care au precedat și succedat masacrul. Conform acestui raport, poliția din orașul Dortmund a remis o notă BfV-ului precum că un cetățean cu aspect arab, pe nume Saad Walli (nume de acoperire al lui Abu Daud) a avut în iunie 1972 întrevederi conspirative cu neo-nazistul german Willi Pohl. BfV nu a dat curs acestei note astfel că palestinienii și-au putut continua nestingheriți  activitatea în Germania Federală, primind sprijin logistic - documente false și arme - de la neo-naziștii germani. Ulterior, șeful spionajului palestinian, Abu-Jihad, s-a servit de serviciile lui Pohl în cadrul unui plan de atac cu luare de ostateci civili germani asupra Catedralei și Primăriei din Köln și din alte orașe germane. Spre finele lui octombrie 1972 Pohl a fost arestat la München, poliția găsind asupra lui arme, grenade și echipament militar. Pohl mai deținea și o scrisoare de amenințare a grupării Septembrie Negru adresată judecătorului care-i judeca pe trei teroriști palestinieni amestecați în atentatele din 1972 (cei trei teroriști au fost eliberați de oficialitățile Germniei Fedrale în urma răpirii de către OEP a unui avion Lufthansa la finele lui 1972). 
De teama unei noi altercații cu palestinienii, germanii l-au condamnat pe Pohl la o pedeapsă deosebit de ușoară: doi ani și două luni de detenție pentru deținere neautorizată de arme, dar l-au eliberat după patru zile, după care Pohl a fugit la Beirut. 

### Capii organizațieiSeptembrie Negru[4]

#### Ali Hassan Salame
Ali Hassan Salame, fiul comandantului unităților de gherilă arabe din Jaffa în Războiul arabo-israelian din 1948, care a murit împușcat la 30 mai 1948 în luptele de la Ras el-Ein.

#### Abu Daud
Mohamed Daud Uda (în arabă محمد عودة), supranumit Abu Daud (n. 1936/37, Silwan – d. 3 iulie 2010, Damasc), organizatorul și comandantul Masacrului de la Mũnchen a fost unul dintre liderii inițiatori ai organizației palestiniene Fatah și din 1971 organizatorul și comandantul organizației Septembrie Negru. Abu Daud apucase să ocupe mai multe funcții de conducere în unitățile paramilitare ale Fatahului în Iordania și Liban. Ulterior Masacrului de la Mũnchen Abu Daud s-a ascuns tot restul vieții și a scăpat miraculos de la câteva atentate (în 27 iulie 1981, el a fost împușcat de 13 ori de la o distanță de circa doi metri în  cofetăria hotelului „Victoria” din Varșovia).
După Acordul de la Oslo Uda s-a stabilit cu familia într-o pensiune modestă în Damasc, Siria fiind singura țară care a acceptat să-i acorde azil politic. A murit - moarte naturală, de cancer - la 3 iulie 2010 în Damasc - Siria.

#### Gamal Al-Gași
Gamal Al-Gași este singurul terorist care a participat la organizarea masacrului și care mai este în viață. Din locul în care trăiește ascuns, undeva în Africa sau în Siria, el a dat un interviu unui ziar palestinian în 1992 și apoi, în 1999, cu ocazia lansării filmului „O zi în septembrie” a mai dat un scurt interviu filmat fiind dechizat și pozat în umbră.

### Operațiunea Mânia lui Dumnezeu
Ca urmare a atacului terorist contra sportivilor israelieni Golda Meir, prim-ministrul Israelului a ordonat Mosadului să nimicească această organizație. Operațiunea a primit numele de cod „Mânia lui Dumnezeu”   

## Filmografie selectivă
- 1976 Operațiunea Septembrie Negru (Opération Septembre Noir), regia Jack Morrison
- 1976 21 de ore la Mũnchen (21 Hours at Munich), regia William A. Graham (film TV)
- 1986 Spada lui Gideon (Sword of Gideon), regia Michael Anderson
- 1999 O zi în septembrie (One Day in September), regia Kevin Macdonald
- 2005 München (Munich), filmul lui Steven Spielberg descrie „Operațiunea Furia lui Dumnezeu”.
- 2012 München 72-Atentatul (München 72 – Das Attentat), film TV regizat de Dror Zahavi